# Feldhockey-Weltmeisterschaft der Damen 1986
Die Feldhockey-Weltmeisterschaft der Damen 1986 war die sechste Auflage der WM. Sie fand vom 15. bis 24. August in Amstelveen, Niederlande statt.

## Vorrunde

### Gruppe A
| Rang | Land        | Spiele | S | U | N | Tore | Punkte |
| ---- | ----------- | ------ | - | - | - | ---- | ------ |
| 1    | Niederlande | 5      | 4 | 0 | 1 | 17:7 | 8      |
| 2    | Kanada      | 5      | 4 | 0 | 1 | 7:4  | 8      |
| 3    | Australien  | 5      | 3 | 1 | 1 | 16:6 | 7      |
| 4    | England     | 5      | 1 | 2 | 2 | 6:10 | 4      |
| 5    | Schottland  | 5      | 1 | 0 | 4 | 5:13 | 2      |
| 6    | Spanien     | 5      | 0 | 1 | 4 | 5.16 | 1      |

| Datum – Uhrzeit | Mannschaft 1 | Mannschaft 2 | Ergebnis |
| --------------- | ------------ | ------------ | -------- |
| 15. August 1986 | Niederlande  | Schottland   | 3:2      |
| 15. August 1986 | Spanien      | Kanada       | 1:3      |
| 15. August 1986 | Australien   | England      | 2:2      |
| 16. August 1986 | Niederlande  | England      | 5:1      |
| 16. August 1986 | Australien   | Kanada       | 2:0      |
| 16. August 1986 | Spanien      | Schottland   | 1:3      |
| 17. August 1986 | Kanada       | Schottland   | 1:0      |
| 17. August 1986 | England      | Spanien      | 2:2      |
| 17. August 1986 | Niederlande  | Australien   | 3:2      |
| 19. August 1986 | Niederlande  | Kanada       | 1:2      |
| 19. August 1986 | Australien   | Spanien      | 3:1      |
| 19. August 1986 | England      | Schottland   | 1:0      |
| 20. August 1986 | England      | Kanada       | 0:1      |
| 20. August 1986 | Niederlande  | Spanien      | 5:0      |
| 20. August 1986 | Australien   | Schottland   | 7:0      |

### Gruppe B
| Rang | Land           | Spiele | S | U | N | Tore  | Punkte |
| ---- | -------------- | ------ | - | - | - | ----- | ------ |
| 1    | BR Deutschland | 5      | 1 | 4 | 0 | 7:3   | 6      |
| 2    | Neuseeland     | 5      | 2 | 2 | 1 | 11:10 | 6      |
| 3    | Argentinien    | 5      | 1 | 3 | 1 | 5:6   | 5      |
| 4    | Sowjetunion    | 5      | 2 | 1 | 2 | 10:13 | 5      |
| 5    | USA            | 5      | 1 | 2 | 2 | 7:7   | 4      |
| 6    | Irland         | 5      | 1 | 2 | 2 | 9:10  | 4      |

| Datum – Uhrzeit | Mannschaft 1   | Mannschaft 2 | Ergebnis |
| --------------- | -------------- | ------------ | -------- |
| 15. August 1986 | BR Deutschland | Irland       | 0:0      |
| 15. August 1986 | USA            | Sowjetunion  | 2:3      |
| 15. August 1986 | Neuseeland     | Argentinien  | 1:1      |
| 16. August 1986 | Irland         | Sowjetunion  | 3:3      |
| 16. August 1986 | Neuseeland     | USA          | 2:1      |
| 16. August 1986 | BR Deutschland | Argentinien  | 0:0      |
| 18. August 1986 | Irland         | USA          | 0:2      |
| 18. August 1986 | Sowjetunion    | Argentinien  | 1:2      |
| 18. August 1986 | BR Deutschland | Neuseeland   | 2:2      |
| 19. August 1986 | BR Deutschland | USA          | 1:1      |
| 19. August 1986 | Neuseeland     | Sowjetunion  | 2:3      |
| 19. August 1986 | Irland         | Argentinien  | 3:1      |
| 20. August 1986 | BR Deutschland | Sowjetunion  | 4:0      |
| 20. August 1986 | USA            | Argentinien  | 1:1      |
| 20. August 1986 | Neuseeland     | Irland       | 4:3      |

## Platzierungsspiele
Spiele um Platz 9–12
| Schottland | – Irland | 2:0 |

| USA | – Spanien | 4:0 |

Spiel um Platz 11
| Spanien | – Irland | 2:1 n. V. |

Spiel um Platz 9
| USA | – Schottland | 1:0 |

Spiele um Platz 5–8
| Australien | – Sowjetunion | 7:0 |
| England    | – Argentinien | 2:0 |

Spiel um Platz 7
| Argentinien | – Sowjetunion | 3:2 n. V. |

Spiel um Platz 5
| England | – Australien | 3:2 n. V. |

## Halbfinale
| Neuseeland     | – Niederlande | 1:3 |
| BR Deutschland | – Kanada      | 4:1 |

## Spiel um Platz 3
| Kanada | – Neuseeland | 3:2 n. V. |

## Finale
| BR Deutschland | – Niederlande | 0:3 |

## Endklassement
| Platz | Land           |
| ----- | -------------- |
| 1     | Niederlande    |
| 2     | BR Deutschland |
| 3     | Kanada         |
| 4     | Neuseeland     |
| 5     | England        |
| 6     | Australien     |
| 7     | Argentinien    |
| 8     | Sowjetunion    |
| 9     | USA            |
| 10    | Schottland     |
| 11    | Spanien        |
| 12    | Irland         |

## Weltmeisterinnen
Det de Beus, Lisanne Lejeune, Aletta van Manen, Sandra Le Poole, Marjolein de Leeuw, Elsemiek Hillen, Ingrid Wolff, Martine Ohr, Yvonne Buter, Laurien Willemse, Marieke van Doorn, Terry Sibbing, Helen van der Ben, Marjolein Eysvogel, Sophie von Weiler, Anneloes Nieuwenhuizen

## Weblink
- WM 1986 auf FIH.ch